# Anne-Marie Blanc (actrice)
Pour les articles homonymes, voir Anne-Marie Blanc et Blanc (homonymie).
 (août 2017).
Anne-Marie Blanc est une actrice suisse née le 2 septembre 1919 à Vevey (canton de Vaud), morte le 5 février 2009 à Zurich. Fille du Vaudois Louis Blanc, conservateur du registre foncier, et de la Genevoise Valentine Chevallier, elle est l'épouse du producteur Heinrich Fueter.
Après avoir suivi l'école primaire et le gymnase à Berne, elle reçoit une formation de comédienne à Zurich auprès  d'Ernst Ginsberg et Ellen Widmann. Elle apparaît pour la première fois dans un film à la fin des années 1930 et sa carrière s'est poursuivie jusqu'au début du XXIe siècle.

## Biographie

### Débuts
C'est le réalisateur Leopold Lindtberg qui la lance dans le cinéma, avec le rôle de Sonja Witschi dans L'Inspecteur Studer (Wachtmeister Studer, 1939), avec Heinrich Gretler,  tiré d'un roman policier de Friedrich Glauser paru en 1936). Elle enchaîne avec le rôle de Gritli Störteler dans Les Lettres d'amour (Die missbrauchten Liebesbriefe) et celui de Margret Stauffacher dans Landammann Stauffacher, film patriotique tourné en 1941 et mettant en scène la Bataille de Morgarten.
Cependant, c'est son personnage de Gilberte Montavon dans le film de Franz Schnyder, Gilberte de Courgenay (1941), avec Heinrich Gretler, qui la place au firmament du cinéma suisse ; en 2001, la réalisatrice Anne Cuneo intitulera La petite Gilberte un documentaire sur la comédienne.

### Carrière
Cette catégorisation n'a pas entravé  sa carrière et, outre ses nombreux films, elle a aussi participé à plus de 150 productions théâtrales, entre autres  au Stadttheater de Berne, puis de 1938 à 1952, dans la troupe puis comme actrice libre, au Schauspielhaus de Zurich auquel elle reste fidèle. Elle s'est aussi produite au théâtre municipal et à la Comédie de Bâle, au théâtre municipal de Lucerne, au théâtre Atelier de Berne, ainsi qu'en Allemagne (Stuttgart, Düsseldorf, Hambourg, Munich, Berlin) et en Autriche (Vienne). Elle y est connue pour ses interprétations scéniques de William Shakespeare et de George Bernard Shaw.
Son apparition dans Riedland de Wilfried Bolliger (1975) et dans Violanta de Daniel Schmid (1976) est représentative de sa participation au Nouveau cinéma suisse.
Anne-Marie Blanc a aussi fait de la télévision pour ZDF, ARD et la SSR. Elle est bien connue des téléspectateurs alémaniques pour son rôle de Tante Esther dans la série télévisée Lüthi et Blanc. Elle a aussi joué la grand-mère Josefine Stäublin dans Tobias, série télévisée de Nicolas Ryhiner qui met en scène une famille suisse « ordinaire ».
En 2004 elle parcourt la Suisse alémanique en compagnie de sa petite-fille Mona Petri pour représenter la pièce Savannah Bay de Marguerite Duras.

## Filmographie
Elle est parfois créditée sous le nom d'Anne-Maria Blanc ou Anne Marie Blanc (sans trait d'union).

### Télévision
- 1963 : Der Belagerungszustand : la femme du juge
- 1974 : Der Scheingemahl
- 1983 : L'Allègement : la grand-mère
- 1984 : Haus im Süden : la mère de Robert
- 1988 : D'Klassezämekunft : Senta von Meissen
- 1994 : Tobias : la grand-mère Josefine Stäublin
- 2000 : Lüthi & Blanc : tante Esther Weiss
- 2001 : Thomas Mann et les siens : Hedwig Pringsheim
- 2001 : Unterwegs zur Familie Mann : Elle-même (images d'archives)
- 2001 : Im Namen der Gerechtigkeit : Frau Gottscheit

### Cinéma
- 1939 : L'Inspecteur Studer : Sonja Witschi
- 1940 : Les Lettres d'amour : Gritli Störteler
- 1941 : Landammann Stauffacher (Il landamano Stauffacher : Margret Stauffacher, la fille de Werner Stauffacher
- 1941 : Gilberte de Courgenay : Gilberte Montavon
- 1942 : Matura-Reise (Das Leben beginnt) : Maria
- 1945 : Marie-Louise (Maria Luisa) : Heidi Rüegg
- 1946 : On ne meurt pas comme ça (One Does Not Die That Way) : Marianne
- 1947 : White Cradle Inn (High Fury) : Louise
- 1948 : Das Kuckucksei (Kinder der Liebe ou Cuckoo's Egg)
- 1952 : Palace Hotel (Palast-Hotel) : la propriétaire du Palace
- 1952 : Ich warte auf dich (Barbara) : Frau Dr. Helm
- 1952 : Gefangene Seele
- 1953 : Mit 17 beginnt das Leben (Life begins at 17)
- 1954 : Hoheit lassen bitten : archiduchesse Christine
- 1954 : S'Vreneli vom Eggisberg : la veuve Elisabeth Lander
- 1954 : Roman eines Frauenarztes : Eva Roberts
- 1958 : SOS-Gletscherpilot : Frau Gruber
- 1959 : Auskunft im Cockpit
- 1961 : Via Mala : Frau von Richenau
- 1964 : Der Gefangene der Botschaft : Miss Williams
- 1965 : Der hölzerne Schlüssel
- 1965 : Mademoiselle Löwenzorn : mademoiselle Ziselin
- 1965 : Im Reiche des silbernen Löwen : Marah Durimeh
- 1967 : La Blonde de Pékin : Merna
- 1973 : Ein Abend, eine Nacht, ein Morgen: Vera
- 1976 : Riedland : Therese Vogelsanger
- 1977 : Violanta
- 1980 : Nestbruch
- 1980 : Séverine
- 1982 : Herr Herr
- 1985 : Konzert für Alice
- 1986 : Der Pendler : Tante Martha
- 1985 : Abschiedsvorstellung : Elisabeth
- 1988 : Zimmer 36
- 1991 : Anna Göldin, letzte Hexe
- 1999 : Der Vulkan : Dr Schröder
- 1999 : Timing
- 2001 : La Petite Gilberte — Anne-Marie Blanc comédienne : elle-même
- 2003 : 
  - Cyrill trifft
  - Abschiedsvorstellung
  - Offener Brief
  - Streng vertraulich

## Distinctions
Elle a reçu  en 1981 le prix Armin Ziegler, en 1986 l'Anneau Hans-Reinhart et en 1997 la Maschera d'oro (le « Masque d'or »).